# 현대 Xcent
현대 Xcent는 현대의 신흥 시장 전략형 소형 세단이다. 그랜드 i10을 기반으로 제작되었으며, 2014년 3월 12일 출시되었다. 인도 외 시장에서는 그랜드 i10 세단이라는 이름으로 시판되었다.

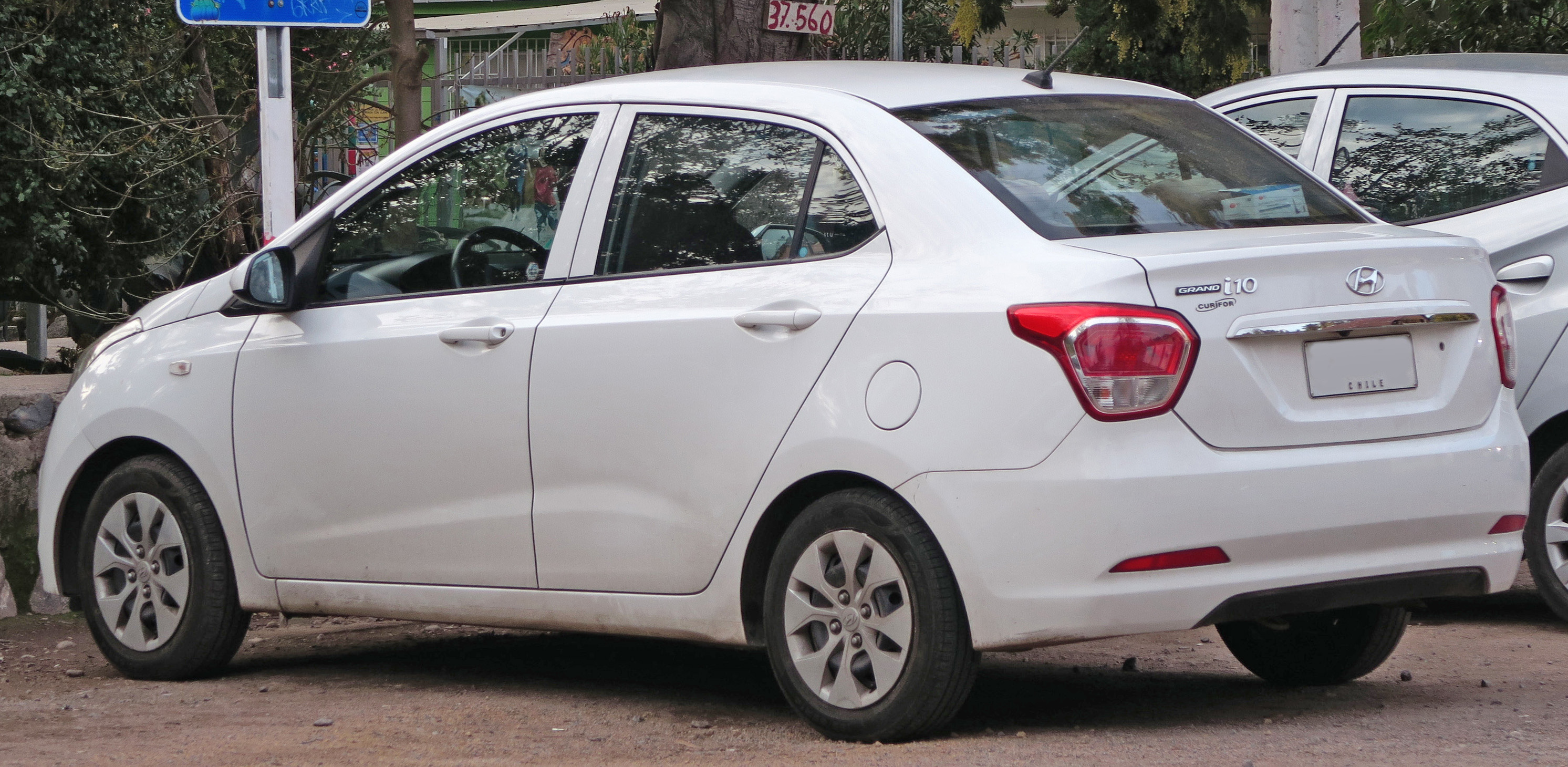
현대 그랜드 i10 세단 (칠레사양)
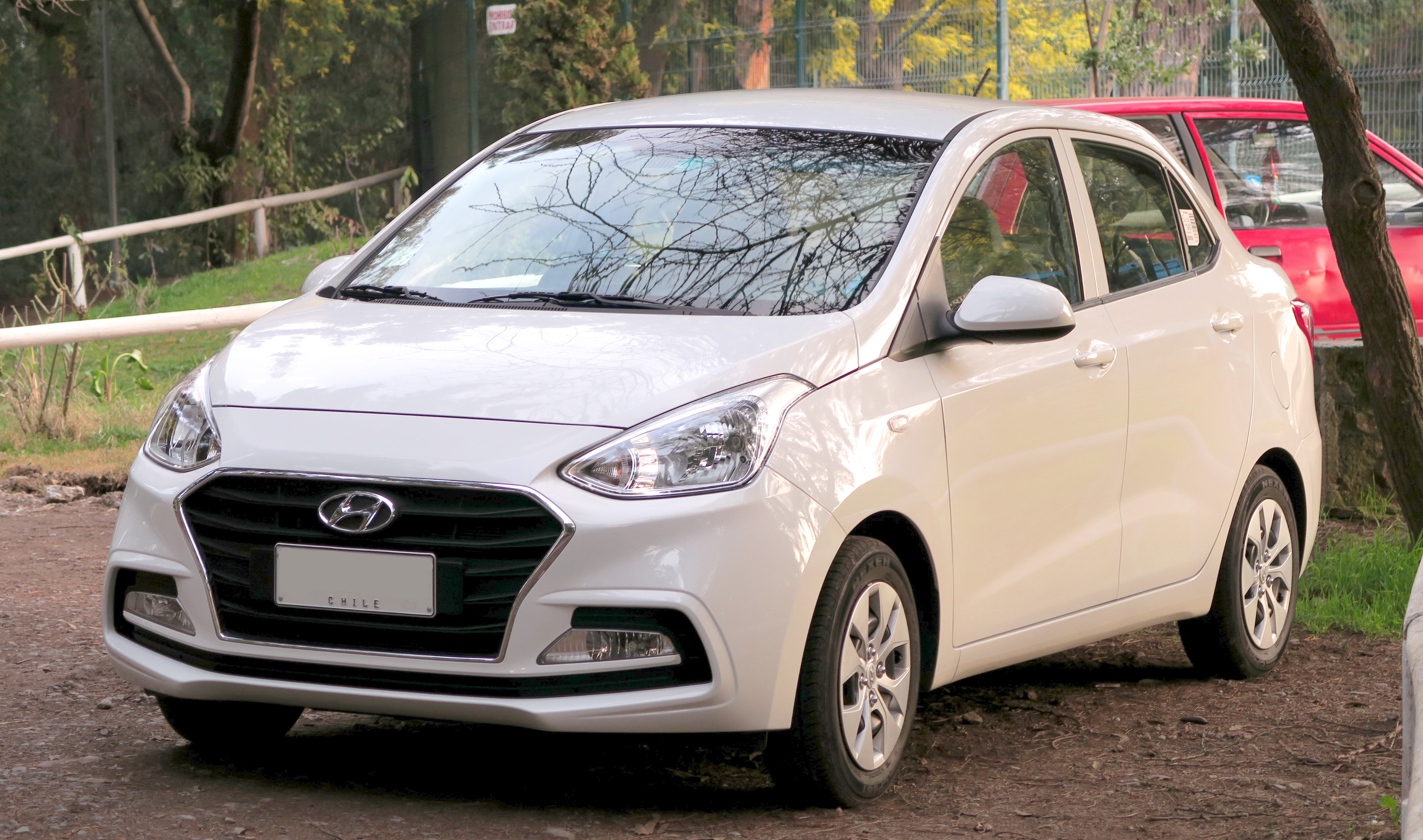
현대 그랜드 i10 세단(부분변경 칠레사양)